# 小林雅幸
小林 雅幸（こばやし まさゆき、1974年4月4日 - ）は、新潟県出身の日本の陸上競技選手。専門は長距離種目。新潟県立十日町高等学校、早稲田大学卒業。スバル所属。身長174.5cm体重60kg。

## 略歴・人物
新潟県立十日町高等学校時代は、1年時の国体少年B 5,000m 優勝、1992年12月の全国高等学校駅伝競走大会（京都・都大路）で、各校のエースが集う花の1区（10.0km）29分55秒で区間賞を獲得するなど活躍した。卒業後早稲田大学に進学。
早稲田大学競走部時代は東京箱根間往復大学駅伝競走大会（箱根駅伝）に1年次（1994年）から出場した。当時の早稲田大学は、武井隆次・櫛部静二・花田勝彦（当時4年）、小林正幹（当時3年）、渡辺康幸（当時2年）ら学生長距離界のエースを何人も擁しており、優秀な先輩や練習環境に恵まれメキメキと力をつけた。1年時は3区（21.5km）を走り、区間4位の1時間04分41秒と鮮烈なデビューとまではいかず、優勝も山梨学院大学に奪われた。しかし、2年時（1995年）の箱根駅伝では、準エース区間の4区（20.9km）にエントリーされ1時間01分35秒の区間新記録を達成。2区渡辺、3区小林正、4区小林雅で3区間連続区間新記録を達成し、往路優勝、総合2位に貢献した。3年時（1996年）の箱根駅伝では、初めて5区の山登り（20.7km）に挑戦し、区間新記録となる1時間10分27秒で走り切った。（この時のテレビのゲスト解説は、当時の区間記録保持者で山登りのスペシャリストと言われた奈良修（大東文化大学卒）で、「できれば自分の記録は残ってほしいですが、小林君に破られれば本望です」と話していた。ゴール後の奈良の言葉は「複雑です。」だった。）。4年時（1997年）の箱根駅伝では、渡辺が卒業し、名実ともに早稲田のエースになり、前哨戦となる第8回出雲駅伝ではアンカーで9位で襷を受け取ると、中央大学の松田和宏と競り合い、ラストのトラック勝負で松田を2秒突き放して、早稲田大学の初優勝に貢献。第28回全日本大学駅伝でもチームの序盤の出遅れを取り戻し、区間賞を獲得し、4位入賞に貢献。しかし、その後、第73回箱根駅伝では、肝機能障害による体調不良のため、花の2区を断念。それでも7区（21.3km）を当時歴代2位の記録1時間03分13秒で走り、区間賞を獲得した。
大学時代、学生三大駅伝において10回区間賞を獲得したが、これはジョセフ・オツオリと並んで、歴代1位である。
大学卒業後は三井海上、スバルで活躍、1999年には全日本実業団対抗選手権10000mで優勝を果たした。
2010年3月7日の第65回びわ湖毎日マラソンがラストランとなり、2時間22分30秒の記録で34位の成績を残し、同レース終了後、現役を引退した。その後、4月からは陸上競技部に残りスタッフとして支えてきたが、翌2011年3月に陸上競技部を退部。社業に専念することとなった。

## 主な戦績
- 1990年 国民体育大会男子少年B 5,000m 1位 14分52秒42 [5]
- 1992年 全国高校駅伝 1区（10.0km） 区間賞 29分55秒
- 1993年 出雲駅伝 3区（5.3km） 区間賞 15分7秒
- 1993年 全日本大学駅伝 4区（14.0km） 区間賞　41分54秒
- 1994年 第70回箱根駅伝 3区（21.5km） 区間4位 1時間4分41秒
- 1994年 出雲駅伝 2区（7.7km） 区間賞 22分12秒
- 1995年 第71回箱根駅伝 4区（21.0km） 区間賞（区間新記録） 1時間1分35秒
- 1995年 出雲駅伝 2区（7.7km） 区間賞 22分17秒
- 1995年 全日本大学駅伝　1区（14.6km） 区間賞　42分53秒
- 1996年 第72回箱根駅伝 5区（20.7km） 区間賞（区間新記録） 1時間10分27秒
- 1996年 出雲駅伝 6区（11.3km）　区間賞　32分48秒
- 1996年 全日本大学駅伝 8区（19.7km） 区間賞　57分46秒
- 1997年 第73回箱根駅伝 7区（21.3km） 区間賞 1時間3分13秒
- 1999年 全日本実業団対抗選手権10000m優勝 28分37秒24

### 大学駅伝戦績
| 学年             | 出雲駅伝                  | 全日本大学駅伝                                       | 箱根駅伝                                   |
| ---------------- | ------------------------- | ---------------------------------------------------- | ------------------------------------------ |
| 1年生 (1993年度) | 第5回 1区-区間賞 15分07秒 | 第25回 4区-区間賞 41分54秒                           | 第70回 3区-区間4位 1時間04分41秒           |
| 2年生 (1994年度) | 第6回 2区-区間賞 22分12秒 | 第26回 1区-区間2位(日本人トップ) 42分55秒 区間新記録 | 第71回 4区-区間賞 1時間01分35秒 区間新記録 |
| 3年生 (1995年度) | 第7回 2区-区間賞 22分17秒 | 第27回 1区-区間賞 42分53秒                           | 第72回 5区-区間賞 1時間10分27秒 区間新記録 |
| 4年生 (1996年度) | 第8回 6区-区間賞 32分48秒 | 第28回 8区-区間賞 57分46秒 歴代4位                   | 第73回 7区-区間賞 1時間03分13秒 歴代2位    |

## 記録

### 自己ベスト
- 5000m 13分42秒09（1995年） ※新潟県記録
- 10000m 28分09秒17（1995年） ※日本人学生歴代9位
- ハーフマラソン 1時間01分04秒　※日本歴代2位（当時）
- マラソン 2時間14分42秒